# Kaiser Wilhelm der Große
A Kaiser Wilhelm der Große egy a 19. század végén elkészült német transzatlanti óceánjáró volt. Nevét I. Vilmos német császár (Nagy Vilmos) után kapta. A hajó Stettinben készült a Norddeutscher Lloyd (NDL) hajótársaság megrendelésére és 1897-ben állt szolgálatba. Ez volt az első személyszállító gőzhajó, mely négy kéménnyel rendelkezett és az első „szuper-óceánjáróként” (superliner) tartják számon.
A négytagú Kaiser-osztály elsőként megépült tagja volt, valamivel nagyobb méretű három testvérhajóját az NDL 1903 és 1907 között építette meg, ezek a Kronprinz Wilhelm, a Kaiser Wilhelm II és a Kronprinzessin Cecilie voltak. A Kaiser Wilhelm der Große megjelenése megváltoztatta a tengeri dominancia demonstrálásának módját a 20. század eleji Európában. Egy új korszak kezdetét jelentette az óceánon való átkelésben és a négy kéményét hamar a mérettel, erővel, sebességgel és mindenekelőtt a luxussal azonosították. Elkészülte után hamar szolgálatba állították és első német hajóként elnyerte a Kék Szalagot, mely az Európából Amerikába tartó útvonal leggyorsabb utasszállítójának járt ki és mely vetélkedésben eddig a brit építésű hajók domináltak.
A hajó pályafutása nem volt mentes a havariáktól. 1900-ban a hobokeni dokktűzben (New York) kisebb mértékben megrongálódott, 1906-ban Cherbourg kikötőjében ütközött össze egy másik óceánjáróval. A testvérhajóinak elkészültével az összes férőhelyét harmadosztályúvá alakították át, hogy a hajótársaság az Egyesült Államokba való kivándorlás jövedelmező üzletéből minél nagyobb hasznot húzhasson.
Az első világháború kitörése az óceánjárót Brémában érte, ahol pár nap alatt segédcirkálóvá alakították át és az Atlanti-óceánra küldték kereskedelmi háború folytatására. Rövid katonai pályafutása során három kereskedelmi hajót süllyesztett el, a legénységeiket mind a fedélzetére véve. A nagy szénfogyasztása miatt azonban Spanyol-Szahara partjainál vetett horgonyt egy félreeső kikötőnél, ahol be akarta várni a hozzá érkező szénszállítókat. Itt érte váratlanul 1914. augusztus 26-án a brit Highflyer brit cirkáló felbukkanása, mellyel másfél órás tűzharcot vívott. Miután lőszerkészletei kimerültek, a csaknem teljesen ép hajót a legénysége elsüllyesztette. A hajó maradványait 1952-ben kiemelték és szétbontották.

## Előzményei – igény és ihlet

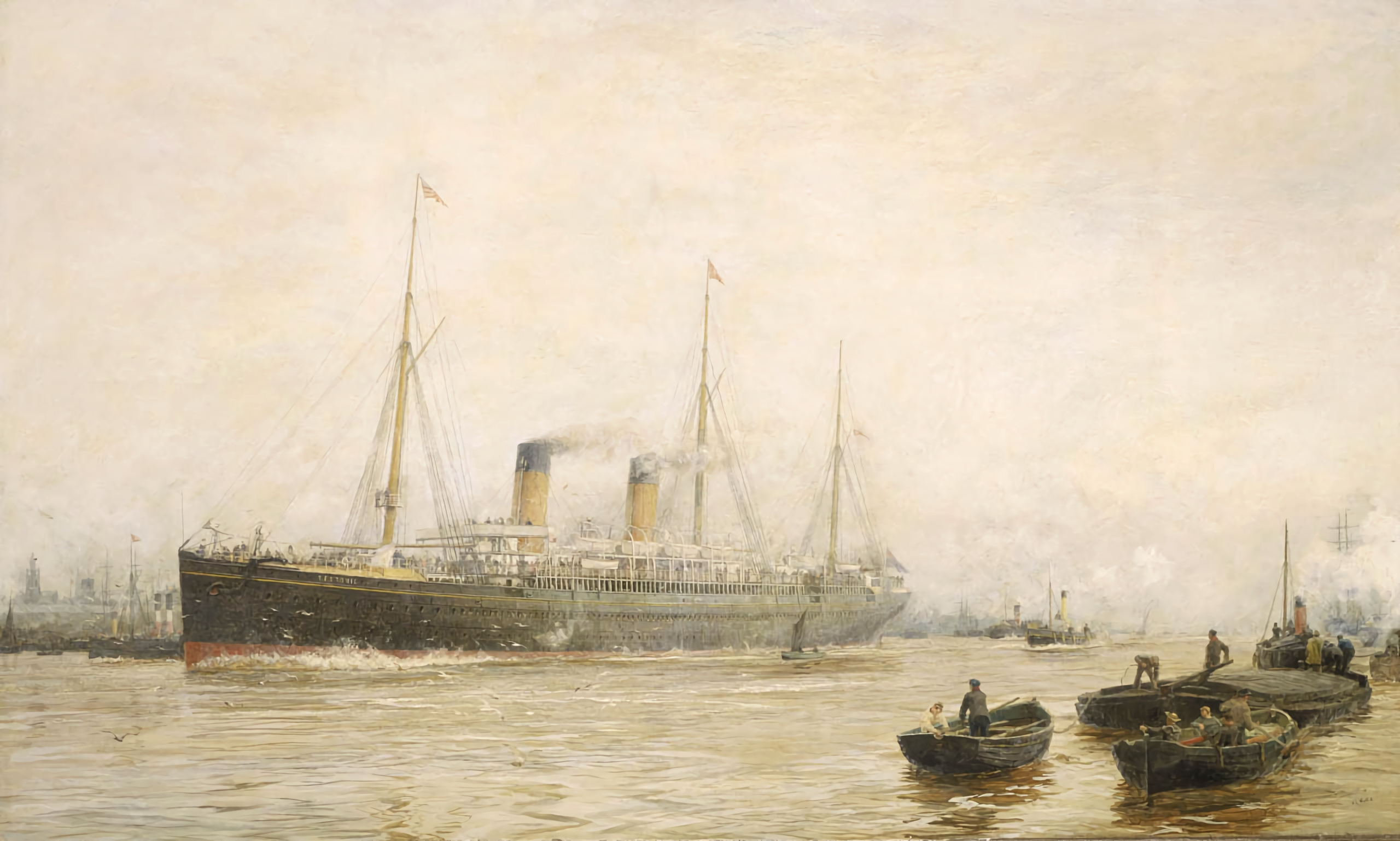
A Teutonic (White Star Line), a német óceánjáró állítólagos megihletője

A Norddeutscher Lloyd a 19. század végére szolgálatba állított tizenegy gyors utasszállítójával a világ legnagyobb óceánjáró-flottájára tett szert. Azonban az egy hajócsavaros hajói a nemzetközi konkurrencia mögött technikailag kezdtek elavulni és túl kisméretűeknek bizonyultak a hosszabbtávon való versenyképesség megőrzéséhez. A cég igazgatósága ezért úgy döntött, hogy nagy lépést tesznek a sebesség és a méretek növelése terén, azonban a bremerhaveni zsilip mérete korlátot szabott a nagyobb óceánjárók beszerzésének vagy megépítésének. A hajózási társaság azzal fenyegetett, hogy az új hajót máshol készítteti el, amennyiben nem módosítanak a zsilipen és csak ennek végrehajtása után lett szabad az út a nagyobb utasszállítók megépítése (felszerelése) előtt.
II. Vilmos császár is felhasználta a befolyását annak érdekében, hogy a hajó egy német hajógyárban épüljön meg. Ő ugyanis országának pozícióját a tengereken is erősíteni akarta, csökkentve egyúttal a brit dominanciát, mivel a 19. század végén az Egyesült Királyság uralta az óceánjárókkal folytatott tengeri kereskedelmet az olyan nagy vállalatokkal, mint a Cunard és a White Star Line. Még 1889-ban a császár részt vett nagyanyjának, Viktória királynőnek a tiszteletére rendezett flottaszemlén és nagy hatással volt rá a brit hajók ereje és mérete, főként az akkori legújabb és legnagyobb hajó, a White Star Teutonic-ja. Nagy hatással volt rá az is, hogy ezeket a hajókat konfliktusok esetén hamar át lehetett alakítani segédcirkálókká. Állítólag ekkor megjegyezte, hogy „Kell nekünk néhány ilyen…”

## Építése

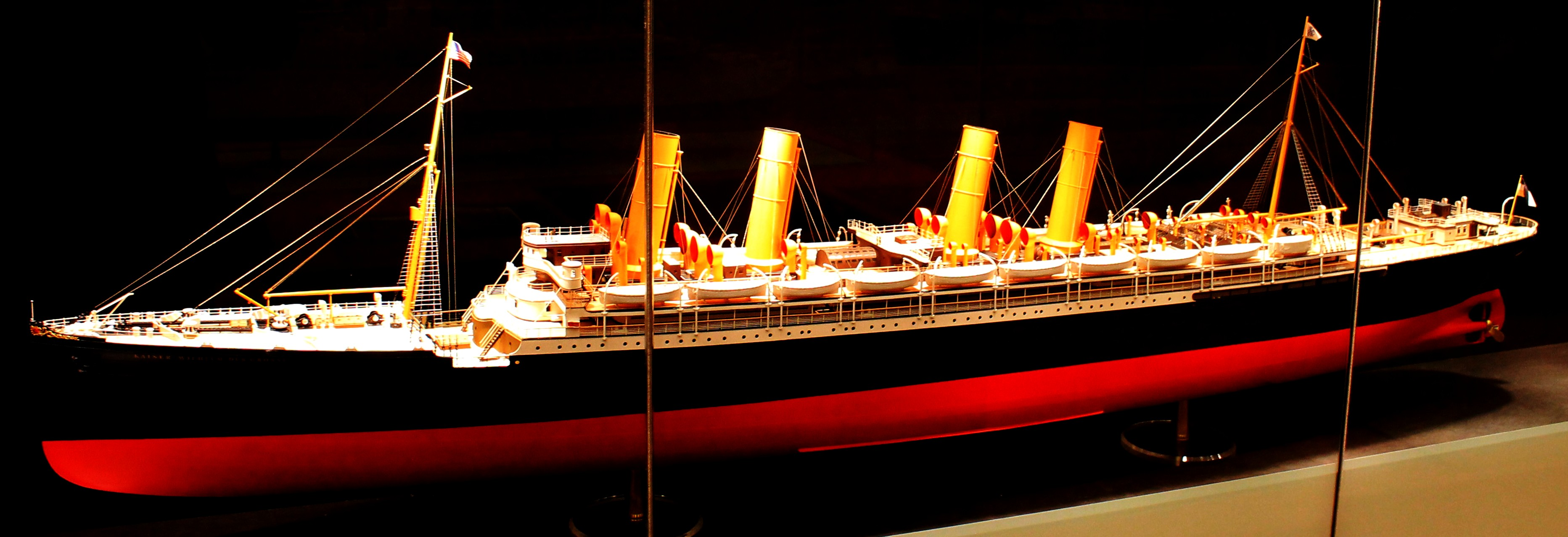
A Kaiser Wilhelm der Große makettje
(Deutsches Schifffahrtsmuseum)

A Norddeutscher Lloyd hajótársaságot fontos szálak kötötték a stettini AG Vulkan hajógyár tervező mérnökeihez és őket bízta meg az új szuperóceánjáró megépítésével, melynek a Kaiser Wilhelm der Große nevet szánták. A hajónak új stílust kellett teremtenie az óceánjárók között. Ez lett a legnagyobb és leghosszabb óceánjáró és leszámítva az 1860-ban épült Great Easternt, a legnagyobb valaha épített hajó is egyben. Egyben ez volt az első, melynek a saját alvóhelyiség mellett nappalival és fürdőszobával rendelkező lakosztályai voltak. Megerősített fedélzettel építették, hogy nyolc 15 cm űrméretű és négy 12 cm űrméretű ágyúnak szilárd alapot nyújthasson. E fegyverezetét 14 géppuskával egészítették volna ki, de a háború kitörésekor ennél kevesebb és kisebb lövegeket kapott.
A hajó gerincét 1896-ban fektetették le az AG Vulcan hajógyárban, Stettinben. A vízrebocsátására 1897. május 4-én került sor a császári család jelenlétében. Maga a császár végezte el a keresztelését a nagyapja után elnevezett hajónak. A hajó építését Bremerhavenben fejezték be és a belső díszítésével is itt látták el. A négy kéménye volt a megjelenésének legmarkánsabb ismertetőjele. Elsőként rendelkezett ilyen kvartettel, mely a következő két évtizedben a méret és a biztonság szimbólumává vált. Még jóval azelőtt, hogy készen állt volna a szolgálatba állításra, kijelölték az első transzatlanti útjának időpontját az év szeptemberére.

### Technikai adatok

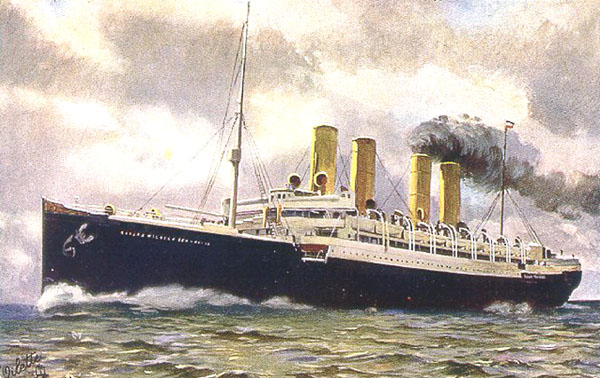
A Kaiser Wilhelm der Große egy ismeretlen festő alkotásán

A Kaiser Wilhelm der Große közel 200 m hosszú és 20 m széles volt. 14 349 BRT hajótérrel rendelkezett. Különösen nagy figyelmet fordítottak a biztonsági berendezésekre. A vízhatlan rekeszek számát első ízben növelték 18-ra és sokkalta erősebbre alakították ki őket, mint a korábbi hajóknál. Az emberek azonban az óceánjárók biztonságosságát a kéményeik száma alapján ítélték meg és voltak utasok, akik később már nem voltak hajlandók olyan hajókon utazni, amelyeknek nem volt négy kéményük. Egy olyan korban, mikor az óceánon való átutazás nem volt olyan biztonságos mint manapság, nagyon fontos volt a biztonságérzet felőli gondoskodás.
Az óceánjáró elrendezésének legnagyobb újítása a hajó teljes hosszán végigfutó felső fedélzet volt. Ez egyik korábbi utasszállítónál sem volt korábban megfigyelhető. A többi négykéményes utasszállítóhoz hasonlóan a Kaiser Wilhelm der Großénak sem volt szüksége olyan sokra. A kazántermekből csak két akna vezetett felfelé, melyek két részre válva vezették a füstöt a négy kémény felé. Ebből fakadt a kémények páronkénti elrendezése, középen nagyobb távolsággal a két pár között.
A hajó meghajtásáról két háromszoros expanziójú kompaundgép és két 3,75 m átmérőjű hajócsavar gondoskodott, amivel 22 csomó feletti sebesség elérésére volt képes. 
A hajtóművek híresek voltak a stabilitásukról. Ezeket az ún. Schlick-rendszer segítségével egyensúlyozták ki, ami megakadályozta, hogy a hajótest átvegye a dugattyúkarok mozgását, így csökkentette a kellemetlen vibrációt.
A Kaiser Wilhelm der Große volt az első kereskedelmi hajó, melyet szikratávíróval szereltek fel, mikor 1900 februárjában a Marconi egy ilyen készülékkel szerelte fel. A készülék képességeit a Borkum szigeten lévő világítótoronynál és a tőle 30 km-re északnyugatra lévő Borkum Riff világítótoronynál elhelyezett egységei közötti kommunikációval valamint brit állomásokkal való kapcsolatba lépéssel demonstrálták. Az első hajóról szárazföldnek küldött üzenet leadására 1900. március 7-én került sor.

### Belső kialakítása

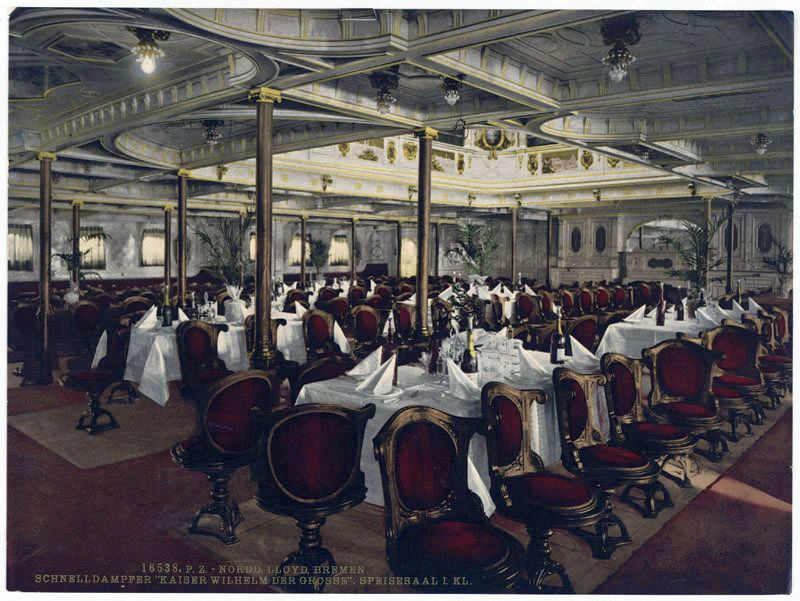
Az I. osztály étkezdéje

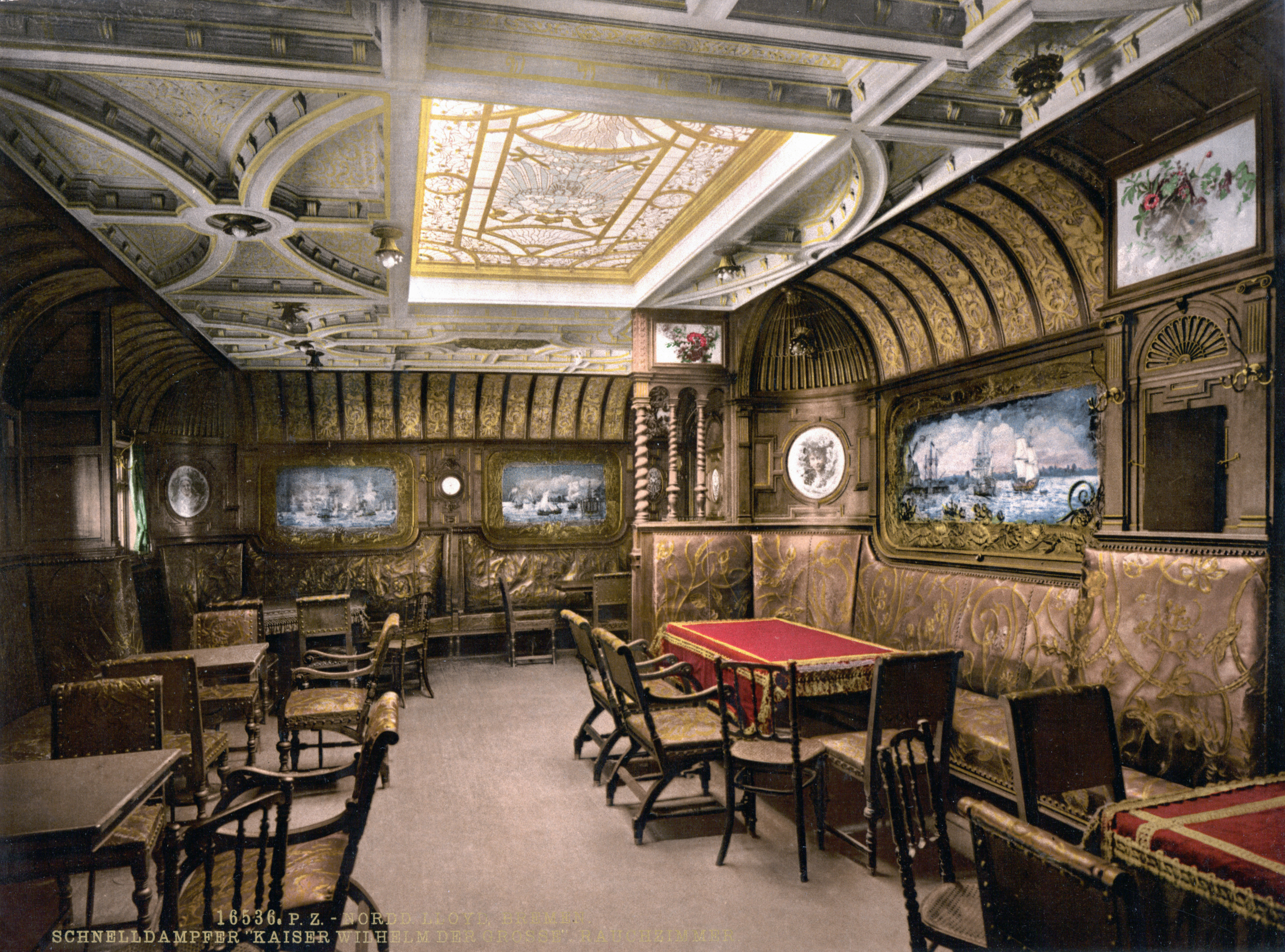
Az I. osztály dohányzószalonja

A Kaiser Wilhelm der Große 1506 utas szállítására lett tervezve. A férőhelyek közül 206 I. osztályú, 226 II. osztályú és 1074 III. osztályú volt. Építésekor a személyzete 488 fő volt, de az 1913-as átépítésekor a létszámot 800-ra növelték. A hajó dekorációja a barokk újjászületés stílusában készült Johann Poppe felügyelete alatt. Ő hajó teljes belső dekorációját ő tervezte. Ez egyedülálló dolognak számított, mivel a hajóknak rendszerint több beltéri dizájnere volt.
A belső tereket szobrokkal, tükrökkel, faliszőnyegekkel, aranyozással és a császári család portréival díszítették. A testvérhajói belső díszítését is Poppéra bízták. Az első osztály szalonja híres volt a falikárpitjairól és a kék huzatú üléseiről. A dohányzótermet úgy rendezték be, hogy egy jellegzetes német fogadóra emlékeztessen. Az étkező olyan nagy volt, hogy egyszerre az összes utas helyet foglalhatott benne. Több fedélzet magas volt és a tetejét egy kupola fedte. A teremnek oszlopai is voltak és a székeit a kor többi óceánjárójához hasonlóan a padlóhoz rögzítették.

## Békebeli szolgálata

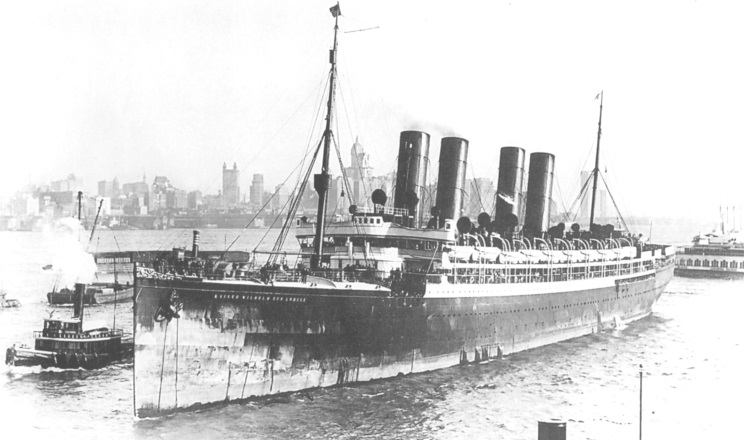
A Kaiser Wilhelm der Große Hoboken kikötőjébe érkezik, a háttérben Manhattannel

A Kaiser Wilhelm der Große 1897. szeptember 19-én indult első útjára Bremerhavenből és Southampton érintésével ért New Yorkba. A hajótársaság vezetősége az első utat követően a hajó „kimagaslóan sikeredett szerkezetét” és a „kiváló teljesítményeit” emelte ki.
A harmadosztályon biztosított 800 férőhellyel az NDL jelentős profitot biztosított magának az Amerikába kivándorolni igyekvők utazásából. Egyetlen más óceánjáró sem teljesítette olyan sebességgel az első útját, mint a Kaiser Wilhelm der Große és egyikét sem kísérte ekkora figyelemmel a média. 1897 novemberében előbb a keleti irányú, majd négy hónappal később, 1898 márciusában a nyugati irányű transzatlanti utazás rekordját döntötte meg 22,3 csomós átlagsebességével elnyerte a Kék Szalagot, megmutatva ezzel a világnak a német ipar és hajógyártás versenyképességét. A Kék Szalagot a Cunardhoz tartozó Lucaniától vette el. A tengerészvilág feszült figyelemmel követte nyomon e fejleményeket és kiváncsian várta rá a brit választ. Az NDL 1900 júliusában el is veszítette a Kék Szalagot, azonban nem egy brit kihívó miatt, hanem egy másik német hajótársaság, a HAPAG Deutschland nevű utasszállítója révén. Ekkor a keleti irányú út teljesítésének gyorsaságában szárnyalta túl az NDL zászlóshajóját, majd 1903 szeptemberében a nyugati irányúéban is.
A németeket elégedettséggel töltötte el, hogy ismét egy saját építésű hajó nyerte el a kitüntetést, az NDL ugyanakkor azonnal modernizálásra rendelte a Kaiser Wilhelm der Großét, hogy biztosítsa domináns helyét a német hajótársaságok között. A modernizáláshoz hozzátartozott egy rádióállomás telepítése is, ami akkor új technológiának számított és lehetővé tette az óceánjáró számára, hogy távirati formában üzeneteket küldjön egy kikötőnek, növelve ezzel a biztonság terén szerzett imidzsét.
1901-ben az NDL újabb négykéményes óceánjáróval bővítette a flottáját, a trónörökös után elnevezett Kronprinz Wilhelmmel, majd 1903-ban a Kaiser Wilhelm II-vel és 1907-ben a Kronprinzessin Ceciliéval. 1903 és 1907 között a Kék Szalag birtokosa a Kaiser Wilhelm II volt. A hajózási társaság azt állította, hogy a négy hajó az ismert Kaiser-osztály tagjai és ezután a Four Flyers néven reklámozta őket, amivel a sebességüket és a Kék Szalaghoz való kötődésüket igyekezett kiemelni.
A Kaiser Wilhelm der Große pályafutása a nagy presztízse ellenére sem volt incidensektől mentes. 1900. június 30-án a hobokeni mólótűzben ugyan csak kisebb károkat szenvedett, azonban a tűz a Norddeutscher Lloyd teljes New York-i kikötőben lévő dokklétesítményét elpusztította és a Main, a Bremen és a Saale utasszállítók teljesen kiégtek. Körülbelül 300 ember vesztette életét, közülük 161 a Kaiser Wilhelm der Große legénységéhez tartozott. Ők igyekeztek hajót biztonságot jelentő Hudson-folyóra vontatni.
Hat évvel később, 1906. november 21-én összeütközött az Orinocóval, a brit Royal Mail hajótársaság egyik hajójával Cherbourgban. Az Orinoco a középső részének ütközött, mikor a német hajó előtte akart elhaladni. A Kaiser Wilhelm der Große fedélzetén öt utas, az Orinocón a személyzet három tagja veszítette életét. Az ütközés következtében egy 21 × 8 méteres horpadás keletkezett az oldalán és öt utas az életét veszítette. A bírósági ítélet a teljes felelősséget a Kaiser Wilhelm der Große oldalán állapította meg.
New York polgármestere, William Jay Gaynor egy európai vakációra készült a hajóval, mikor 1910. augusztus 9-én a fedélzetén lelőtték.
A Kék Szalag német riválisokkal szembeni elvesztése a Cunardot arra késztette, hogy megépítse saját új óceánjáróit, a Mauretaniát és a Lusitaniát. Míg azonban a német hajók saját forrásból épültek, addig a brit kihívók a Royal Navy nagyösszegű támogatásával készültek és azt a célt is szolgálták, hogy az újnak számító turbinameghajtás nagy hajókon való alkalmazását teszteljék a haditengerészet számára. A White Star 1911-ben szolgálatba állított Olympic-je a tengeri utasszállítás luxusát még egy szinttel magasabbra emelte. A gőzhajók egyre nagyobb léptékű technológiai fejlődése az NDL utasszállítóit hamarosan elavulttá tette. 1907. január 26-tól a Földközi-tenger és New York között szállított utasokat, amivel lényegében véget ért a nyilvános karrierje.[forrás?] 1913-ban úgy építették át, hogy már csak harmadosztályú elhelyezést kínáljon. Ezzel igyekeztek az Észak-Amerikába tartó egyre nagyobb mértékű kivándorlást kiszolgálni.

## Az első világháborúban

### Kereskedelmi háborúja

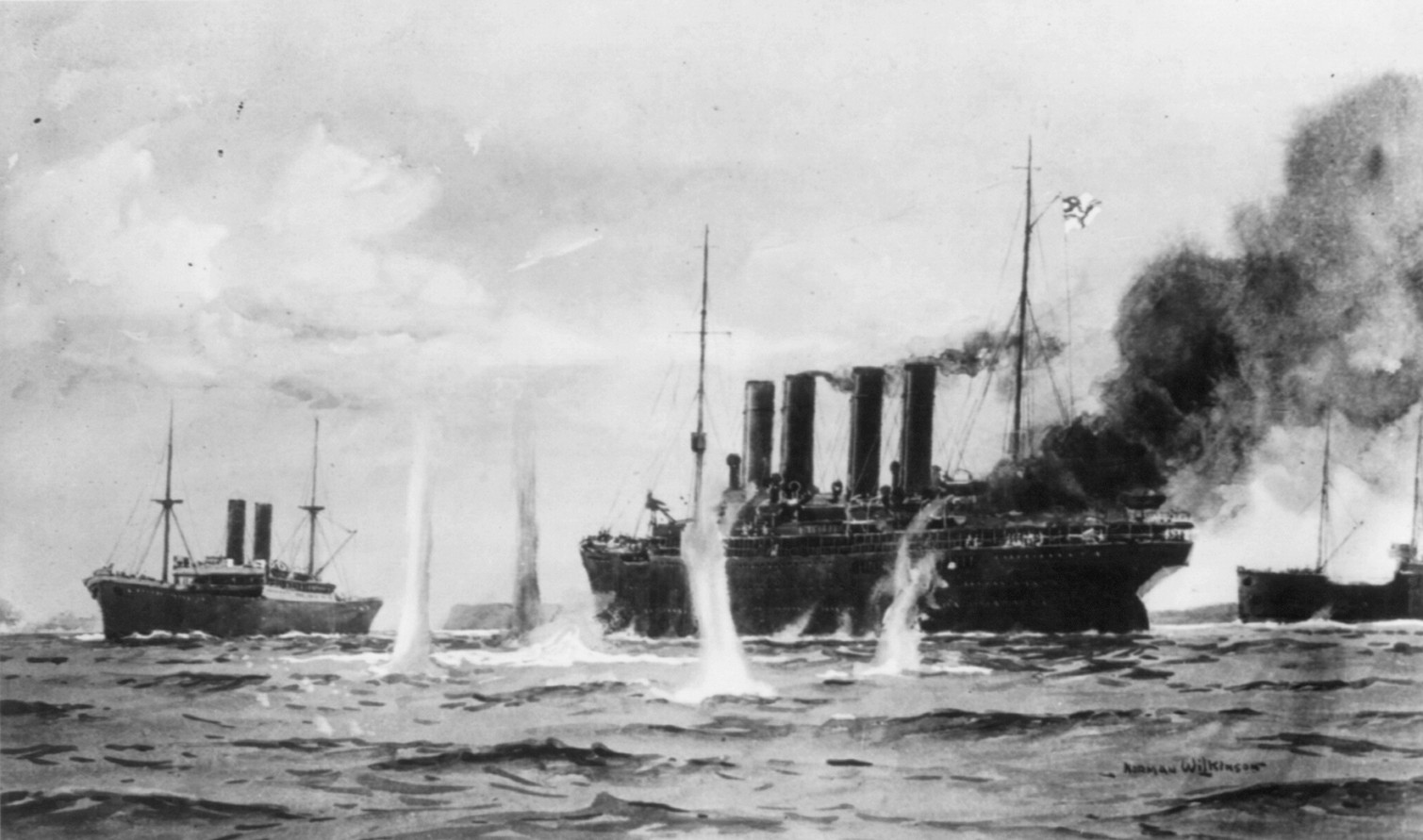
A Kaiser Wilhelm der Große és a Highflyer közti összecsapást ábrázolni igyekvő alkotás

1908-tól kezdődően a német hajóskapitányok parancsot kaptak arra, hogy tegyenek előkészületeket egy hirtelen kitörő háború esetére. A Kaiser Wilhelm der Große hamarosan ágyúkat kapott és segédcirkálóvá alakították át. Az Oroszországnak küldött hadüzenetet követően a Brémában horgonyzó Kaiser Wilhelm der Großét augusztus 2-án átvette a haditengerészet és a következő két napban sietve segédcirkálónak alakították át. Az egész hajót feketére festették a kémények tetejéig bezárólag, fegyverzetül pedig hat darab 10,5 cm-es űrméretű löveget és két darab 3,7 cm-es revolverágyút kapott. A szénvételezést megkönnyítő eszközöket az idő szorítása miatt már nem kaphatta meg. A hajó legénységéből sokan a fedélzeten maradtak, így a kapitánya is Gottfried Rudolph Meyer is, de a katonai paranscnoka Max Reymann fregattkapitány lett. A 24 tiszttel és 178 aktív állományú tengerésszel kiegészülve összesen 584 fő tartózkodott a fedélzetén.
Feladatul az Atlanti-óceánon való kereskedelmi háború folytatását kapta. 1914. augusztus 4-én Nagy-Britannia és Franciaország hadat üzent Németországnak, így a segédcirkáló kijutása az óceánra veszélyes vállalkozásnak ígérkezett. Még mielőtt a britek az őrjárataikat teljesen meg tudták volna szervezni, sikerült az Északi- és a Norvég-tengeren áthajózva elérnie a Grönland és Izland közötti Dánia-szorost és ezen át kijutnia az Atlanti-óceánra. A brit hadbalépés miatti kerülőút azonban nagy szénfogyasztással járt.
Max Reymann fregattkapitány – csakúgy mint az összes német hajóparancsnok – a háború szabályait betartva vívta a kereskedelmi háborút és eközben nagy könyörületességet is mutatott. Első áldozatát, a brit Tubal Cain halászhajót nem sokkal a Dánia-szoros elhagyása után ejtette el és 16 fős legénységet vett róla a fedélzetére. A Kaiparát és a Nyanzát már a Kanári-szigetek térségében fogta el és süllyesztette el. Jóval délebbre az óceánon találkozott két utasszállítóval, a Galiciannal és az Arlanzával. Reymann először mindkét hajót el kívánta volna süllyeszteni, de miután nagyon sok asszony és gyermek utazott rajtuk, végül úgy döntött szabadon engedi őket.

### A Río de Oró-i ütközet

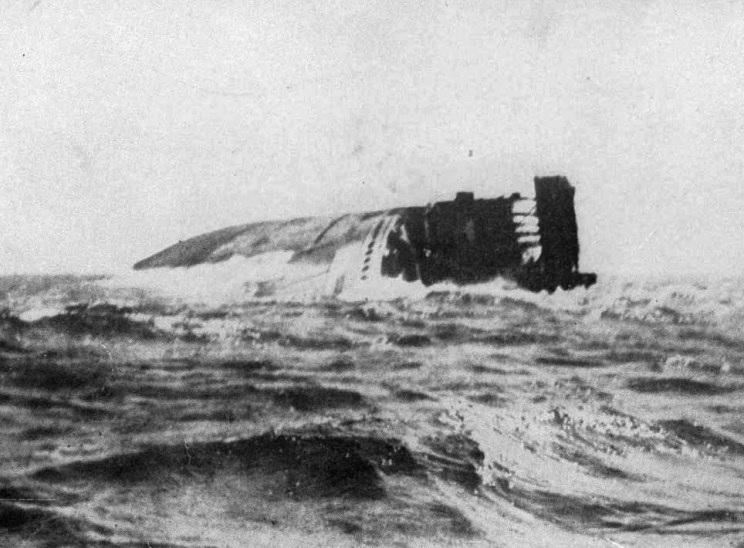
Az oldalára borult Kaiser Wilhelm der Große az afrikai partoknál

A nyugat-afrikai partokhoz közeledve a Kaiser Wilhelm der Große szénkészletei csaknem teljesen kifogytak és ezért a Spanyol-Szaharához tartozó Río de Oro-félszigethez hajózott, amit biztonságos helyszínnek véltek a szénszállítók bevárásához.
A szénvételezés a pár nappal korábban beérkező szénszállítókról augusztus 26-án már a vége felé közeledett, mikor északi irányból feltűnt a brit Highflyer cirkáló és megadásra szólította fel a segédcirkálót. A németek erre nem hajlottak, mire a Highflyer tüzet nyitott rá. Másfél órás egyenlőtlen harc vette kezdetét a reguláris brit cirkálóval, aminek végül az vetett véget, hogy a németeknek elfogyott a lőszerük. Ezt látva a britek is felhagytak a tüzeléssel. A Kaiser Wilhelm der Große mindössze 10 találatot kapott, melyek csak kisebb károkat okoztak benne, viszont hogy ne kerülhessen az ellenség kezére, a legénység hátramaradt része elsüllyesztette, majd a spanyol területre távozott. (A legénységnek a csatában nélkülözhető 500 tagja a szénszállítók fedélzetén a harc kezdetén elhagyta a helyszínt.) A hajó a viszonylag sekély vízben oldalára dőlve megfeneklett.
A harcban a brit cirkáló is megsérült, egy halottat és 10 sebesültet veszített. Német oldalon két súlyos sebesült volt a veszteség. A britek a maguk érdemeként tálalták a Kaiser Wilhelm der Große elsüllyesztését, de német beszámolók napvilágra kerülése erősen árnyalta a képet. Ennek ellenére brit részről elsüllyesztését mindmáig szeretik a Highflyer lövegeinek tulajdonítani.
A hajó legénységének többségét szállító Bethaniát a britek az Egyesült Államok partjainak közelében fogták el csaknem két héttel később. Őket először Jamaikára szállították hadifogolyként. A spanyol fennhatóságú területen partraszálló 82 főt és egy másik szénszállítóval a Kanári-szigetekre érkezőket Las Palmasban internálták a spanyol hatóságok. Közülük többen kísérletet tettek a szökésre és Emil Aye első tisztnek ez sikerült is.
A tapasztalatok szerint az ilyen nagyméretű óceánjárók alkalmazhatóságát háborús célokra erősen korlátozta a nagy üzemanyagfogyasztásuk, így segédcirkálókből hamar kórházhajókká vagy csapatszállítókká alakították át őket.

## Maradványai
2013. szeptember 6-án a Salam Association marokkói környezetvédelmi és fenntartható fejlődést szolgáló egyesület a roncs maradványainak egy olyan darabját lelte fel annak filmezése közben, melyen olvasható a "Der Grosse Wilhelm" (?) felirat. A hírt a marokkói kulturális minisztérium 2013. október 8-án megerősítette.

## Képgaléria

Képgaléria
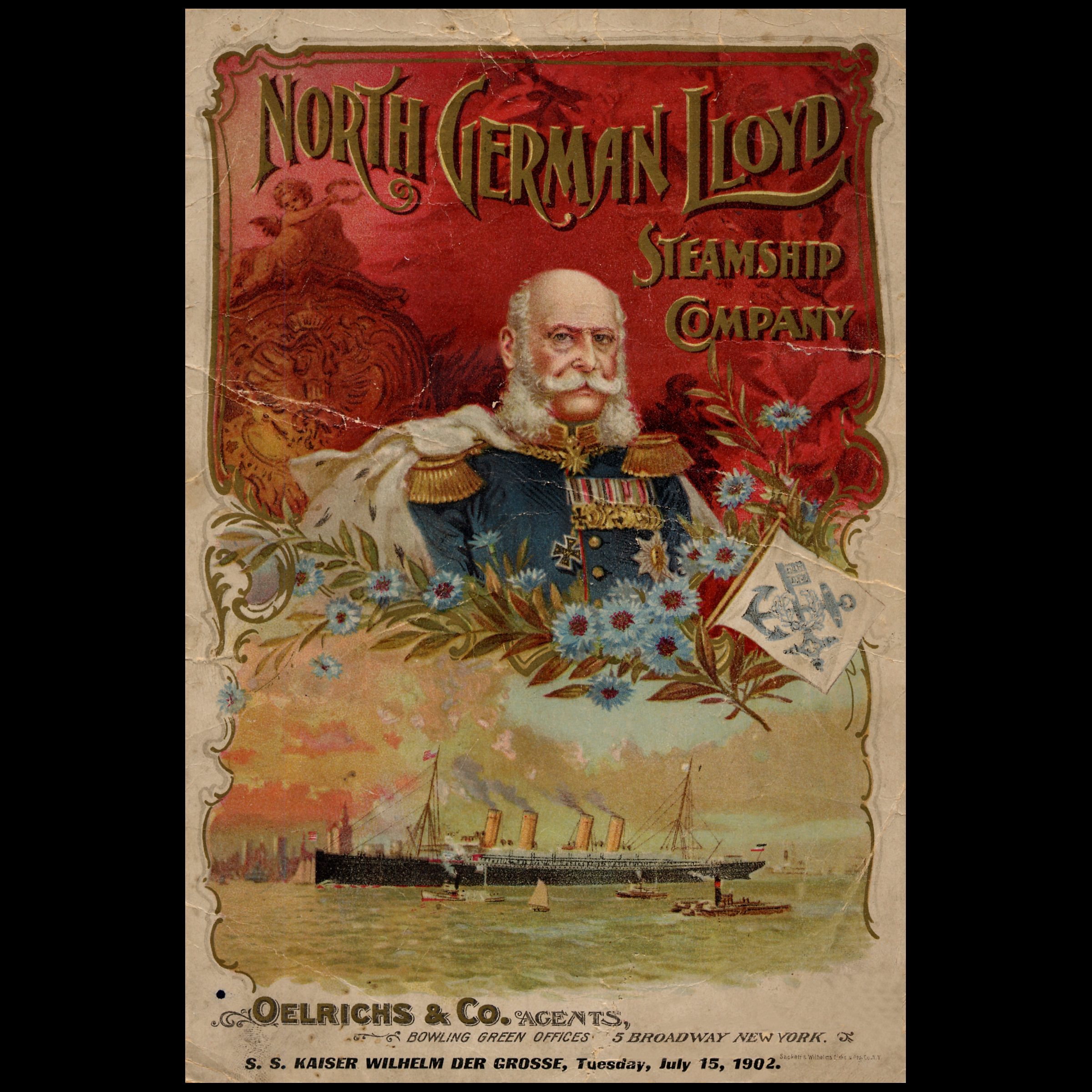
A névadó portréjával díszített utaskönyv
A Kaiser Wilhelm der Große éjszaka – ismeretlen alkotó műve (1905 körül)
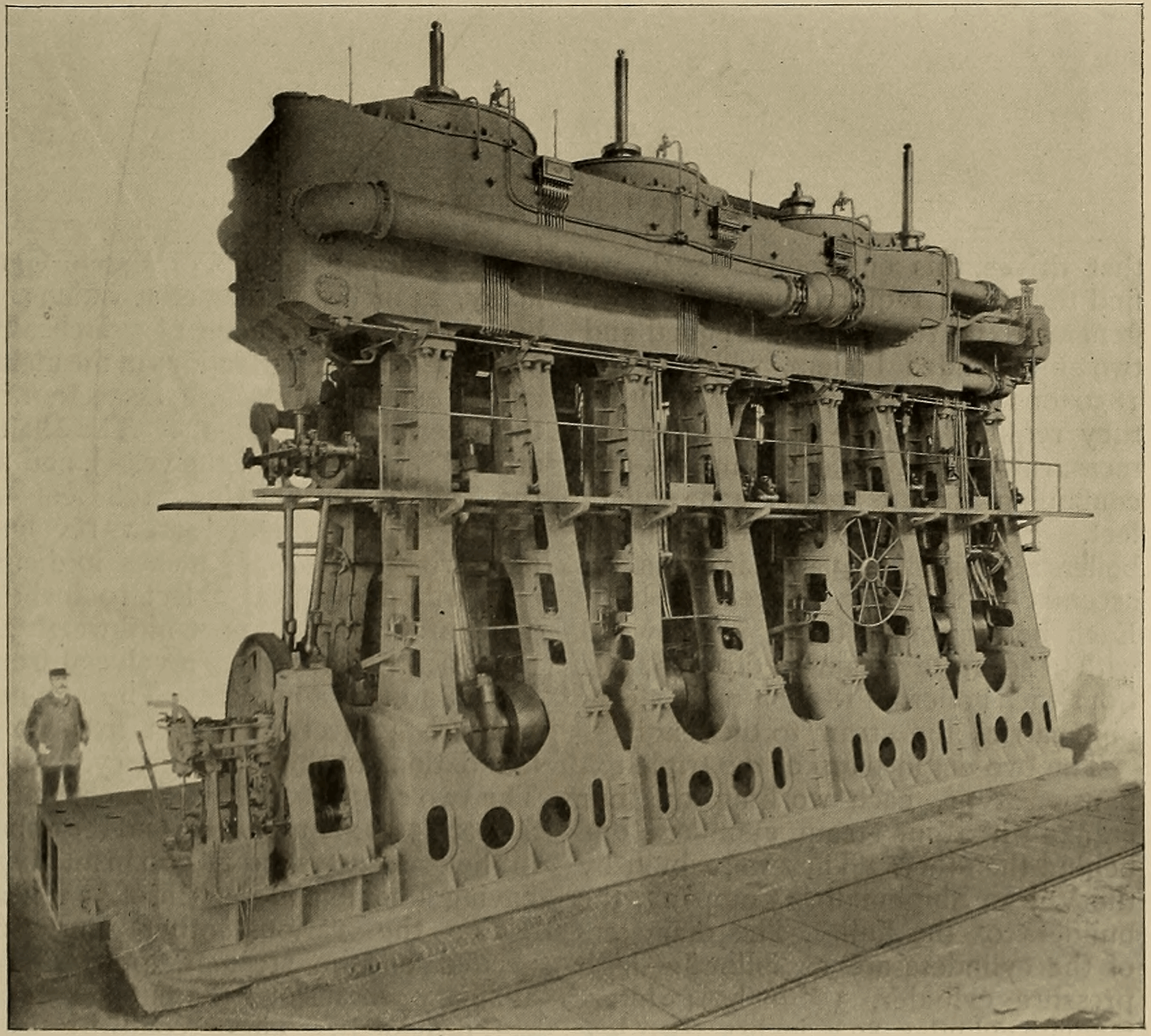
Az egyik 14000 lóerős hajtóműve
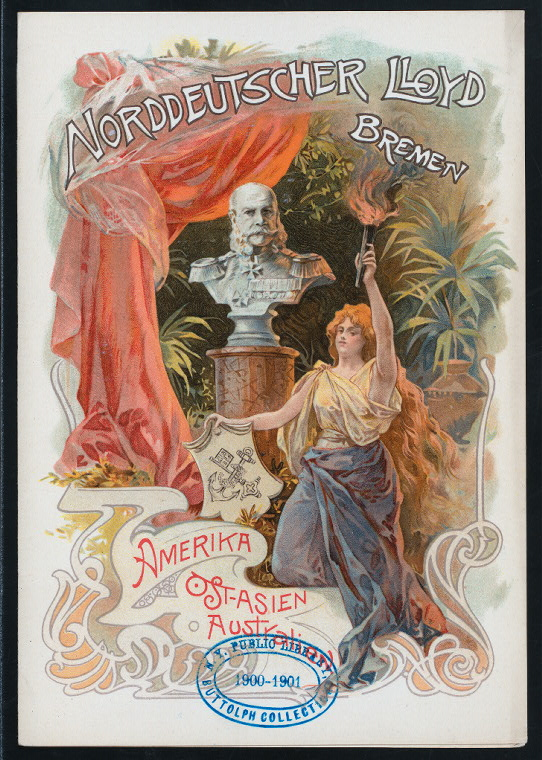
Az 1900 nagypénteki étlap borítója
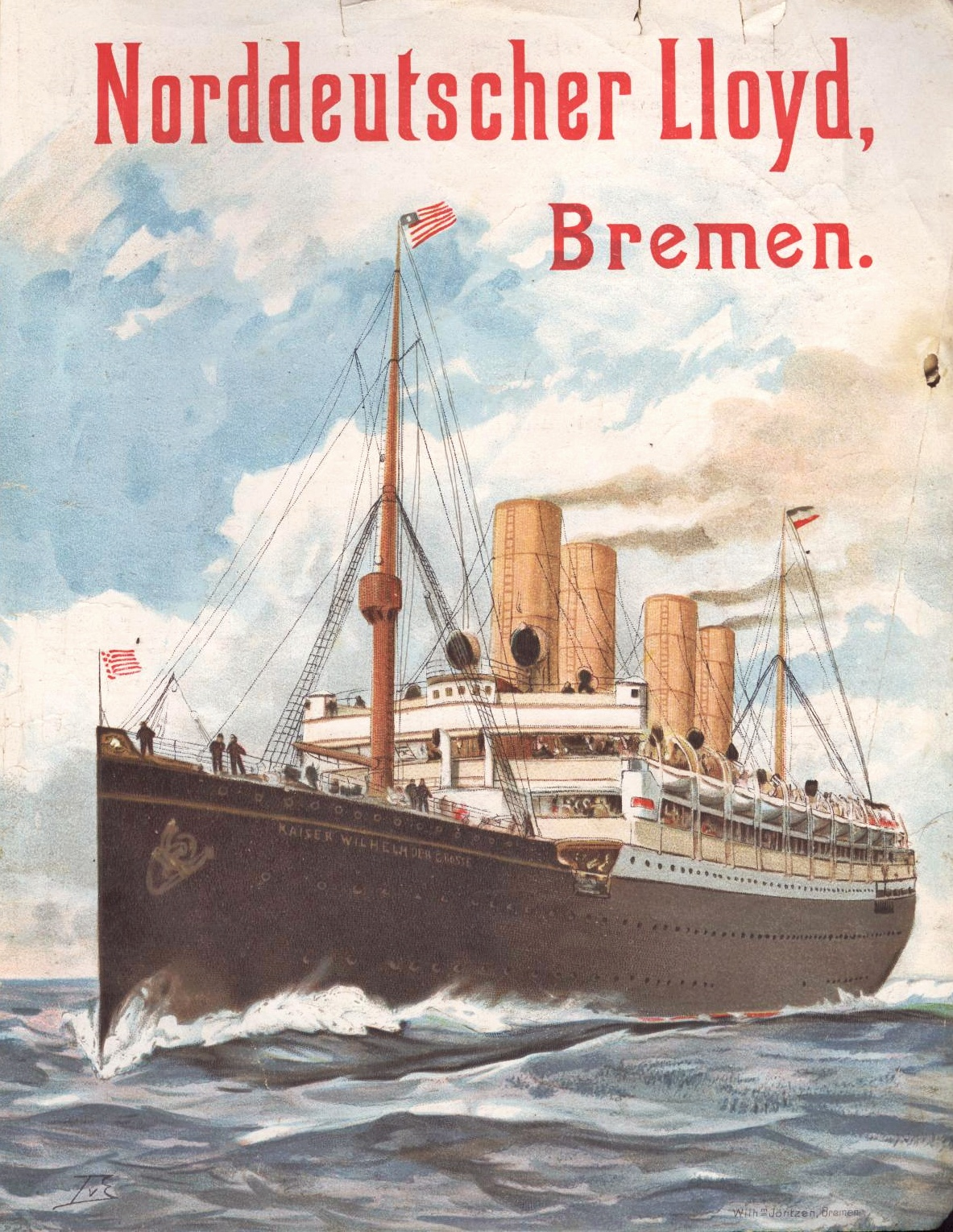
A Norddeutscher Lloyd reklámplakátján (1903)
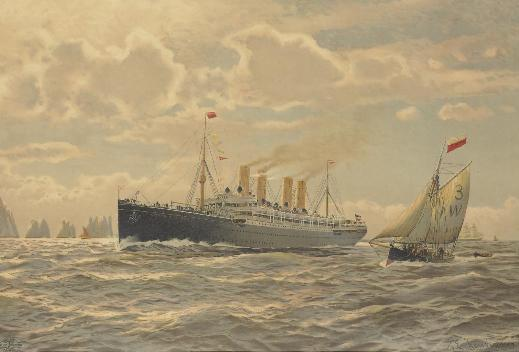
Az utasszállító egy 1910 körül készült festményen
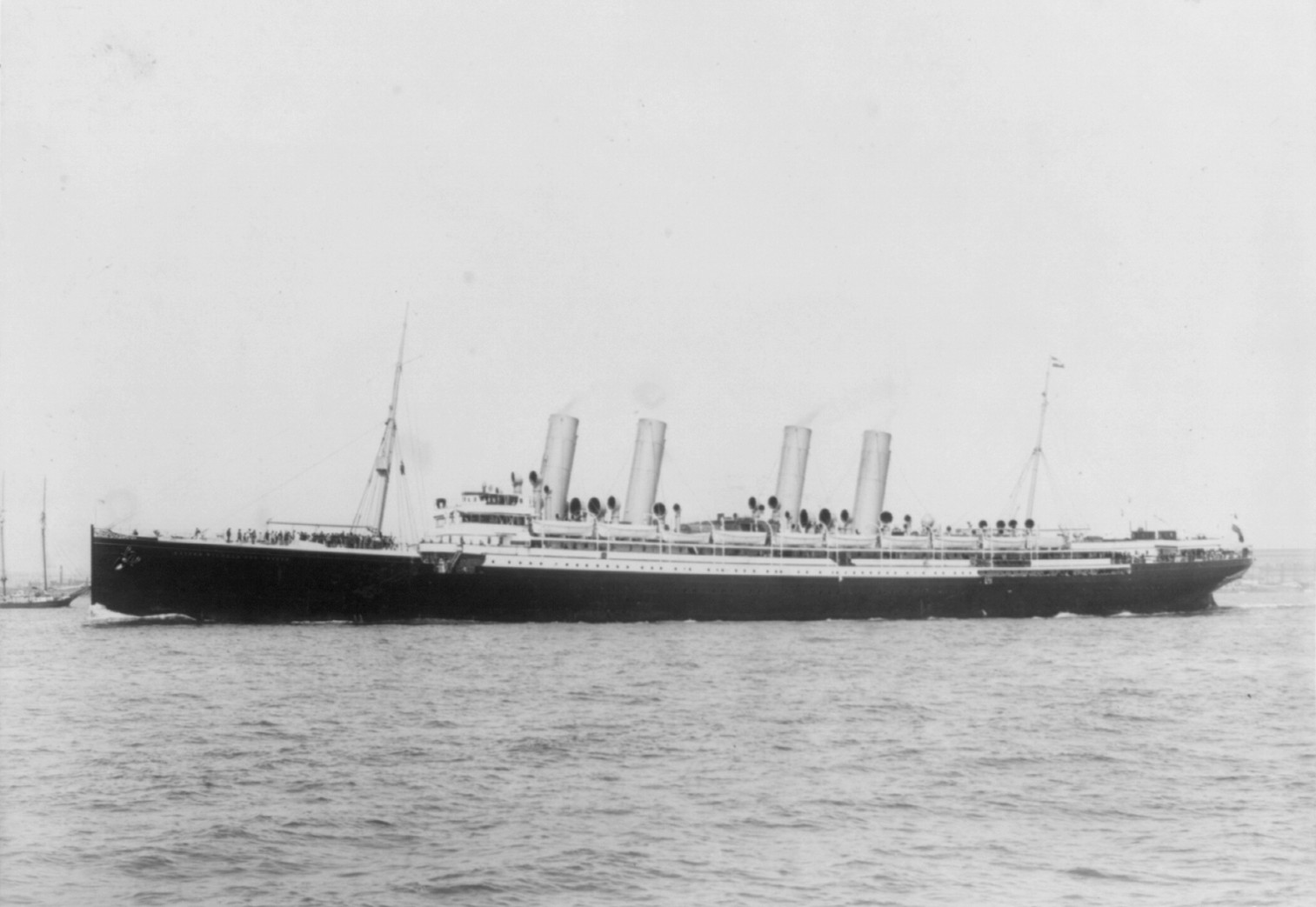
Szolgálatba állításának évében
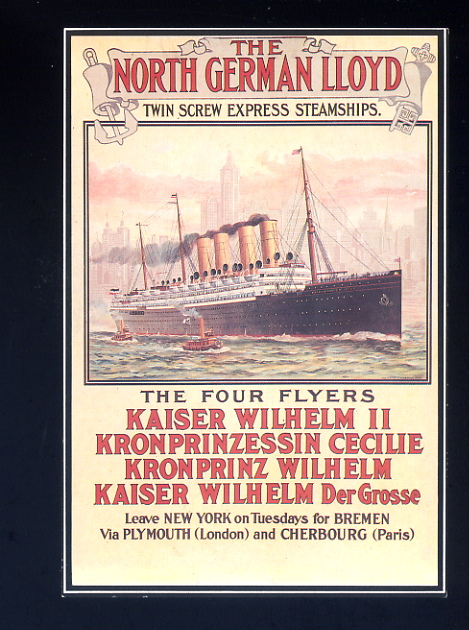
A Norddeutscher Lloyd promóciós plakátja a Kaiser-osztály "Four Flyers" néven emlegetett egységeivel
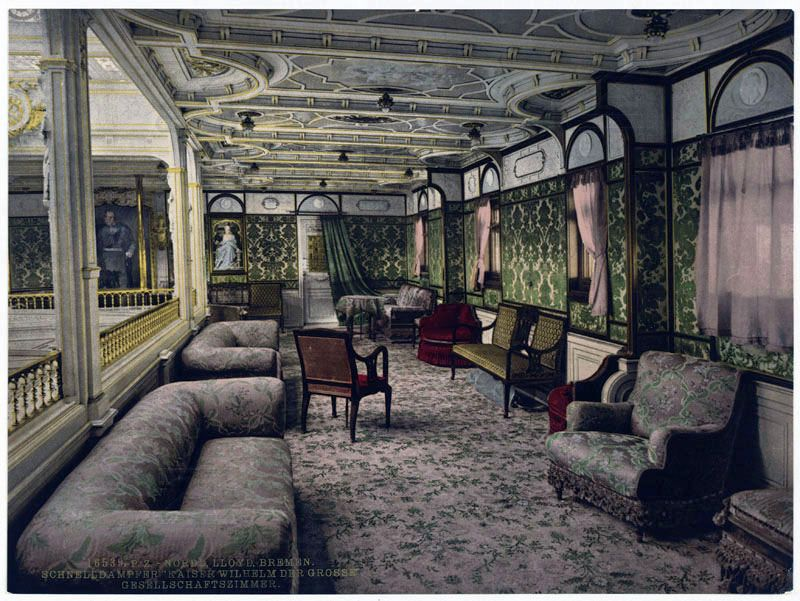
Társalkodóhelyiség
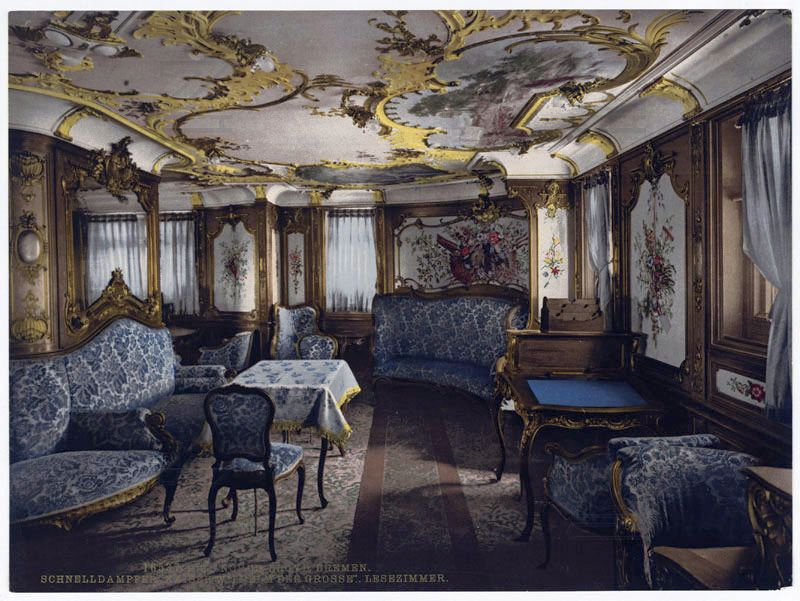
Olvasószoba
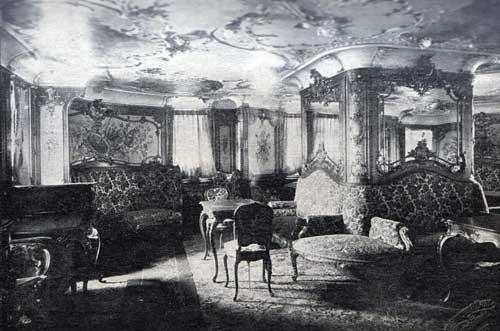
Hölgyek szalonja
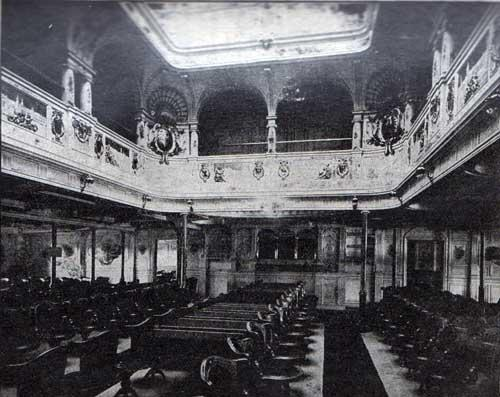
Az I. osztály étkezdéje

## Fordítás
- Ez a szócikk részben vagy egészben  a   Kaiser Wilhelm der Große (Schiff) című német Wikipédia-szócikk ezen változatának fordításán alapul.  Az eredeti cikk szerkesztőit annak laptörténete sorolja fel. Ez a jelzés csupán a megfogalmazás eredetét és a szerzői jogokat jelzi, nem szolgál a cikkben szereplő információk forrásmegjelöléseként.
- Ez a szócikk részben vagy egészben  a   SS Kaiser Wilhelm der Grosse című angol Wikipédia-szócikk ezen változatának fordításán alapul.  Az eredeti cikk szerkesztőit annak laptörténete sorolja fel. Ez a jelzés csupán a megfogalmazás eredetét és a szerzői jogokat jelzi, nem szolgál a cikkben szereplő információk forrásmegjelöléseként.

## Linkek
- El trasatlántico "Kaiser Wilhelm der Grosse" un express liner del siglo XIX